# 青空ひかり
青空 ひかり（あおぞら ひかり、1999年1月8日 - ）は、日本のAV女優、YouTuber。C-more エンターテイメント所属。

## 略歴
2019年10月、SODクリエイトの「SODstar」レーベル専属女優としてAVデビュー。デビューに際しデビュー作のジャケットコンテストが行われた。
2020年11月27日、クラブチッタ川崎で行われた「LADY MADONNA-拡大版-I saw her standing there～その時ハートは盗まれた～」では歌手として初のライブステージを踏んだ。
2020年12月に発表された「FLASH 2020年現役最強セクシー女優BEST100」読者投票・第38位。
2021年2月23日、レフカダ新宿にて「青空ひかりのぴかキングダム vol,1 ～ぴかキン、冒険のはじまり～！～」というレギュラーイベントがスタート。同イベントでの呼び名は「ぴか姫」、来場者は「ぴかキングダム民」。vol,1では「ぴか姫のWikipediaを充実させよう！」という企画コーナーがあり、事実確認を含む検証インタビューも行われた。
2021年5月、「THE TIP」キャンペーンガール・BASARAガールに夏目響、宮島めいとともに就任。MUZU-MUZU担当。同年10月からKYUN-KYUN担当。
2021年11月30日、MIDNIGHT BLUEの推薦を受け、スカパー!アダルト放送大賞・Valuable Actress of Midnight blueに選出。光文社『FLASH』発表の2021年セクシー女優ランキング第14位。

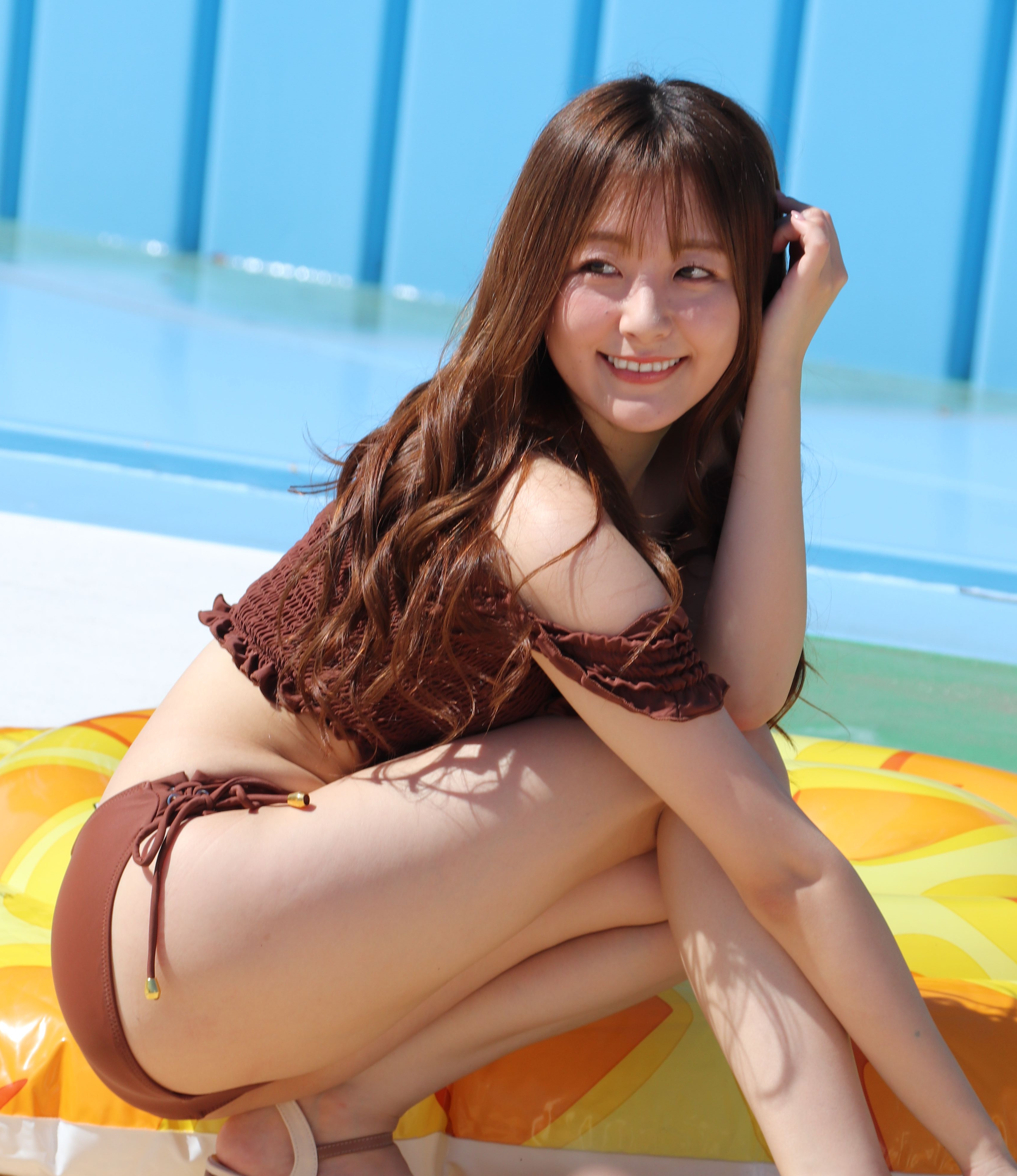
2022年9月撮影

2022年9月13、14日に東京・原宿RUIDOで行われた「ミルジェネ10周年記念LIVE Sweet Memories」に歌手として出演。2022年12月26日週FANZA通販フロアランキングにて、デビュー作収録の『SODstar15周年記念！厳選した人気スター女優18名 デビューSEX集めました!』が1位を記録。

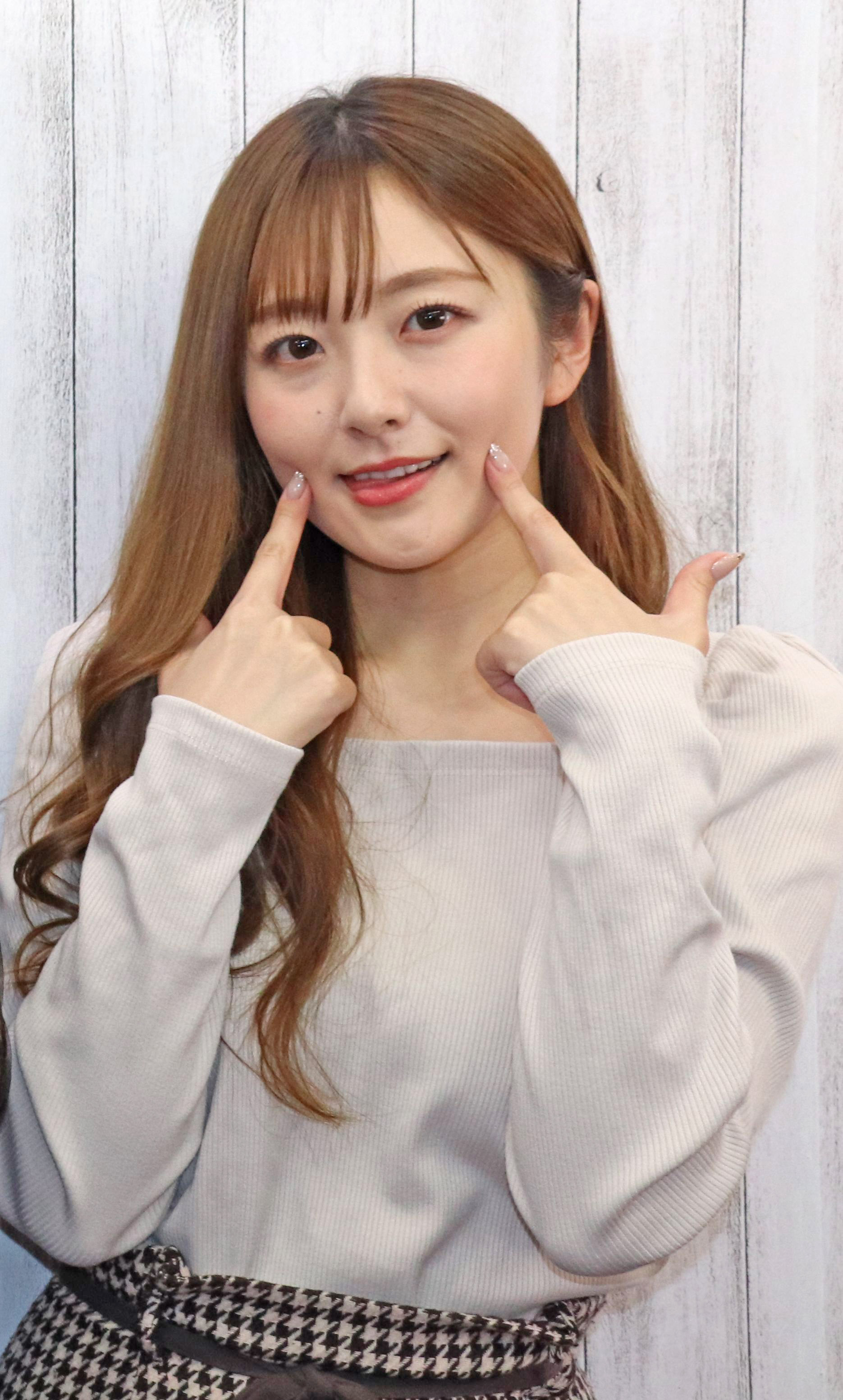
2022年12月撮影

2023年5月に発表されたアサヒ芸能「2023現役AV女優SEXY総選挙」第35位。
ヌードモデルとしても活動しており、同年3月発売『カメラマン リターンズEX 青空ひかり NUDE × PORTRAIT』（モーターマガジン社）では全ページにわたってモデルを務めた。
2024年4月発売『アサヒ芸能』発表「2024現役AV女優セクシー総選挙」において総合47位（東京36位、大阪圏外）となる。
2024年6月3日週FANZA動画フロアランキングにて、2023年6月発売の『初ベスト！デビューから23SEX8時間スペシャル 完全保存版2枚組 青空ひかり』がランキング9位に急浮上。
2024年12月16日週FANZAレンタルフロアランキングにて『10年ぶり姉弟風呂。勃起を抑えきれなかった童貞弟と姉は毎日SEXしている。青空ひかり』が3位となる。12月23日週同ランキングでは同作が1位に浮上した。
2025年5月4日にはTREND GIRLS撮影会2025に参加。ガーリーでクラシカルなビキニスタイルでファンを魅了したことが報道された。
同年5月26日週FANZA動画フロアランキングにおいて、同年3月発売の『限界集落に赴任した看護師は性欲異常な島民の子種を毎日子宮で受胎している。 青空ひかり』が3位に浮上。
同年6月16日週FANZAレンタルフロアランキングでは、前出の『限界集落に赴任した看護師は性欲異常な島民の子種を毎日子宮で受胎している。』が1位となった。
同年7月度FANZAレンタルフロア月間AV女優ランキング8位ランクイン。同通販フロア月間AV女優ランキングでも10位ランクイン。
同年7月28日週FANZA通販フロアランキングにて、『息子が通う保育園の美人先生と妻子が実家に帰省中に自宅密会をして1週間ヤリまくった自宅密会で絶倫不倫セックス 青空ひかり』が10位ランクイン。

## 人物
- 山形県出身[25]。
- 初体験は17歳の時に当時の彼とだが、経験はデビューするまでこの彼とだけで、初体験前はオナニーもしたことがなかった[26]。
- AV出演の動機は、エロい事に興味があったから[27]。
- 特技は、9年間行っていた空手で段位は2段（黒帯、全空連系）[2]（1stイメージDVDのインタビューによると小学生の時同級生の試合を見に行ったのが始めたきっかけ）。高校時代はチアリーディング部[2]。高校の空手部と同じスペースでチア部が練習していたことからチアに入り、この当時はバク宙もできた[28]。体幹の強さからデビュー以降は騎乗位を得意としている[28]。
- 長所は、よく笑うことと、 人見知りしないこと[2]。短所は、考え過ぎることと、語彙力がないこと[2]。周囲からは会うと元気をもらえるといわれることが多い[29]。
- 好きな食べ物はカレー。特に神田ボンディがお気に入り[2]。デビュー2周年イベントは自らチキンカレーを仕込んで振舞った[30]。好きな色は、虹色。 理由は、雨上がりに見た虹がキレイだったから[2]。しかし、のちに青色に変わった[2]。
- アニメが好きで、特に『進撃の巨人』ファン[2]。
- 好きな男性のタイプは、何でも受け入れてくれる寛大な人[2]。
- 所属事務所と専属先メーカーが同じ本庄鈴はプライベートでも仲が良い友人。デビュー前から知っている先輩だったが直接会って会話し仲良くなった。
- 日刊SODオンライン編集部では笑顔でイチャイチャ系作品が人気と分析しているが、青空本人は「プライベートでは男性にあんまり甘えたことがない」「かける言葉やリアクションで悩んでしまう」等を理由に挙げ、この演出傾向を苦手と答えている[31]。

## 作品

### アダルトビデオ -DVD-
- 青空ひかり AV DEBUT（10月10日、SODクリエイト）
- 眩しい笑顔からうっとりした絶頂顔へ 初イキ4本番（11月7日、SODクリエイト）
- 汗×潮×涎 恥汁まみれ 体液だくだく滴りっぱなし濃密性交（12月12日、SODクリエイト）

- 絶頂開発 細い手足を震わせながら激イキ! 初めての巨根大絶頂SEX（1月9日、SODクリエイト）
- 久しぶりに訪れた幼馴染の実家でこっそりイチャイチャ12発もヤリまくった思い出（2月6日、SODクリエイト）
- 激しく求め合う濃密接吻と終わらない連射性交（3月12日、SODクリエイト）
- 僕を助けてくれた大好きな女子が体育会系クズにレ×プされているのに…（4月9日、SODクリエイト）
- イイオンナたちは溢れる性欲に忠実。 AV即採用美女5名のシロウト時代 個撮ハメ撮り映像集 〜其の壱〜（6月11日、SODクリエイト）
- 10発の精子ぜ〜んぶぶっかけ! ず〜っと笑顔でしゃぶってくれるフェラチオ天使（6月25日、SODクリエイト）
- 最高なおもてなしと笑顔で指名率ダントツNO.1! 超高級超神対応デリヘル嬢（8月13日、SODクリエイト）
- 田舎に帰省した美少女が粘着オヤジに犯され続けたある夏の日（9月10日、SODクリエイト）[32]
- 彼女のいない間にニコニコ笑顔で寝取ってくる イタズラ好きなバイト先の同僚（10月8日、SODクリエイト）
- 不安と戸惑いを超えるほどの快感に絶頂が止まらない! 人生初のドキドキ生中出し（11月12日、SODクリエイト）
- 教育実習生が巨根と聞きつけ校内中どこでも求愛ハーレム4Pを仕掛ける学園一美少女トリオ（12月24日、SODクリエイト）

- いいなり温泉旅行（1月8日、SODクリエイト）
- 彼女の妹の風呂あがりの無防備なノーブラ姿に勃起が抑えきれず襲おうとしたら、逆に超むっつり絶倫で何度も中出しさせられた（2月11日、SODクリエイト）
- 顔射されドロドロ精子まみれになっても嬉しそうに追撃おしゃぶりし続けてくれる学園アイドル（3月11日、SODクリエイト）
- 媚薬×華奢なカラダ×激ピストン 頭がおかしくなるほどイカされてお漏らし噴射! キメセク大絶頂!!（4月8日、SODクリエイト）
- 初めての人間ドッグで極悪医師に狙われて…セクハラ検診に悔しくもガクガク声我慢イキするOL〔ママ〕（5月7日、SODクリエイト）
- 日帰りで12発射精しちゃうヤリまくり イチャイチャ中出し温泉旅行（6月10日、SODクリエイト）
- ゲリラ豪雨の夜に憧れの女上司と会社で2人きり…帰れなくなった僕らは朝までSEXしまくった（7月8日、SODクリエイト）
- 変態マッサージ師に媚薬オイルで性感施術をされエビ反り失禁!みるみる開発されすっかり常連となった欲求不満な女子大生（8月12日、SODクリエイト）
- ウブなふりした超絶倫陰キャが激変!高速・杭打ち・グラインド!精子空っぽにするまで何度も中出しさせるエグい変則騎乗位!（9月9日、SODクリエイト）
- 「ほんとは君が好きだったのに…」さっさと告白してくれない同期(幼馴染)の目の前で上司と見せつけSEXをしてしまう私…（10月7日、SODクリエイト）
- 青空ひかりデビュー2周年記念 輪姦アリ!早抜きアリ!逆レイプアリ!22本ニコニコチ〇ポぶっかけまくり中出ししまくりデラックス大乱交ライブ（11月11日、SODクリエイト）
- 全身隈なくねっとり舐められながら密着性交（12月9日、SODクリエイト）

- 「詐欺パパに騙されて集団にタダマン輪姦されてサイアク〜!」「就職?夢?将来?どうでもよくなってきちゃったw」「ねぇ…おじさん…もっと中に出して下さい…。」（1月13日、SODクリエイト）
- 童貞部長と相部屋逆NTR 〜50過ぎてSEXしたことない上司を…彼氏持ちリア充新卒OLが一晩中ヤリまくっちゃった!〜（2月10日、SODクリエイト）[33][34]
- 僕のファーストキスを奪ったのは、従姉でした。 ベロペタキスで口内陵辱されながら、気の済むまで杭打ちピストンで犯されまくった!!（3月10日、SODクリエイト）
- 春の卒業スペシャル!トビジオっ!特報NEWS 勤務中ずっと痙攣・潮吹きっぱなし・失禁しても平然と原稿を読み上げる青空ひかりアナウンサー（4月7日、SODクリエイト）
- 陽ギャルだけど性知識ゼロでエロにウブな幼馴染(ほぼ処女)と、セックスの練習をすることになっちゃった僕。（5月12日、SODクリエイト）
- 朝が来るまでずっと一緒だよ。青空ひかりに犯され続けられた夢のお泊りデート。（6月9日、SODクリエイト）
- 「俺らの出店の裏メニューは担任の潮吹きだから遊びにこいよ?w」文化祭で無理やり生徒たちに輪姦レ×プされた新任女教師（7月7日、SODクリエイト）
- ついに彼女と初体験できる！！って思ったら…隣のお姉さんに童貞を横取りされて…12発くらい発射させられ…精子無くなっちゃった…。（8月11日、SODクリエイト）
- 『結婚直前に気づいてしまった。自分が性欲旺盛でSEX好きだった事に…。』最後の独身時期にSNSで知り合った男と次々に飽きるほど浮気しまくってセックスしまくった。（9月8日、SODクリエイト）
- パパ活で絶倫おじさんとホテルで一日中滅茶苦茶に中出しされています。（10月6日、SODクリエイト）
- 祝3周年企画！童貞くんと赤い糸を結んでキャンピングカーで1泊2日の筆おろし旅！（11月10日、SODクリエイト）
- 社畜OLが日々のストレスを発散する方法は、会社には内緒で死ぬほど中出しすることです。（12月8日、SODクリエイト）

- 新婚1年目の人妻が絶倫キモ親父に逆恨みされて…監禁レイプ中出し (2月9日、SODクリエイト)
- 外でキスしよ？小悪魔系レンタル彼女と舌路（ベロ）チューしまくりデート (3月9日、SODクリエイト)[35]
- 「さて私が今夜フェラチオしたものは…カリデカの極太巨根です」フェラチオ大好き！青空ひかりの1泊2日プライベートちんレポ生活 (4月6日、SODクリエイト)
- 一線を越えてしまった夜。昔振った同級生と同窓会で再会したら、誘惑されて逆NTR。途中で抜け出して、朝までホテルでヤリまくった…（5月11日、SODクリエイト）
- 未だ大学生活を夢見るチクニ―中毒の5浪ちゃん!乳首をイジイジしないと勉強が捗らない生徒を受け持った家庭教師の僕は、受験勉強と並行して性のお手伝いもさせられて困っています。 (7月6日、SODクリエイト)[36]
- 『フェラだけなら何回射精しても浮気にならないでしょ？』 ギリギリNTR未満で追撃フェラチオが大好き！ チンしゃぶリスクジャンキー小悪魔痴女！！ (9月7日、SODクリエイト）
- キメセク相部屋NTR 大嫌いで最低最悪な絶倫元カレに…媚薬を飲まされ…×××。(10月12日、SODクリエイト）[36]
- 射精依存改善治療センター 異常性欲に苦しむ絶倫ち●ぽを新人医療従事者・Aさん（仮名）がサポートします（11月9日、SODクリエイト）
- いきなり拘束されて、そのまま即ハメで激ピス！！絶頂直後も巨根でガンガンッ膣奥を突きまくって覚醒イキ！！（12月7日、SODクリエイト）

- 5年目で初出勤！ 無制限発射 OK で連続ナマ中出しさせてくれる完全会員制ソープ（1月11日、SODクリエイト）
- 夫婦交換クラブ セックスレスを解消するため他人の旦那とのSEXにのめり込む淫乱人妻（2月8日、SODクリエイト）
- おねだり淫語で何度も中出しをせがんでくる都合の良すぎる俺専用肉オナホ人妻愛人（3月7日、SODクリエイト）
- 体の相性が最高なコンビニパート主婦Aさんとは休憩2時間のショートタイム密会でも最低3回は射精（だ）せる（4月11日、SODクリエイト）[37]
- 家庭訪問先のゴミ屋敷で…正義感の強い女教師が崩壊した家庭を建て直そうとするもクズ親父の肉便器にされ続けた3日間（5月9日、SODクリエイト）
- 内見にきた新婚夫婦の旦那を寝取って契約成立させる不動産レディの生ハメ中出し営業（6月6日、SODクリエイト）
- おちんちん大好きなチジョいひかりちゃんが街中どこでも咥えてしゃぶってくれる！超絶倫男くんと青空チンしゃぶデート！（7月11日、SODクリエイト）
- 町のマドンナお弁当屋のひかりさんは8時間勤務後に夜な夜な客を試食しまくり胃も身体も虜にする。（8月8日、SODクリエイト）[38]
- 10年ぶり姉弟風呂。勃起を抑えきれなかった童貞弟と姉は毎日SEXしている。（9月12日、SODクリエイト）
- 超大量ぶっかけ祭り！変わらない眩しい笑顔に本物精子105発祝射！（10月10日、SODクリエイト）
- 保育園にこどもを送ってから迎えまでの8時間…長男のサッカースポ少のコーチと、不倫セックスしまくっている絶倫ママチャリ妻。（11月7日、SODクリエイト）[39]
- 移動式花屋を営んでいる夫婦の妊活は、見知らぬ男達に妻を寝取らせた後にする【至高の10ピストン即中出し】で着床を目指している。 青空ひかり（12月12日、SODクリエイト）[40]

- 出張先の小さなスナックで出会った気丈なバツ1子持ち若ママの女の顔に欲情して…慰め合うように何度もまぐわった3日間限定不倫（1月9日、SODクリエイト）
- 【洗●完了】人気アナウンサーランキング3年連続1位の女子アナひかりさんを性処理ダッチワイフにして売っています。（2月6日、SODクリエイト）
- 限界集落に赴任した看護師は性欲異常な島民の子種を毎日子宮で受胎している。（3月6日、SODクリエイト）[41]
- 男勝りな大学寮母は工業大生たちの実技試験の練習台として毎日乳首いじりされチクイキしている。開発され続け大きく成長したデカ乳頭。（4月10日、SODクリエイト）
- 東京都杉●区在住、昼間はスーパーでレジ打ちしている平凡な1児のママがある日突然、サレ妻になった。不倫サレた者同士で衝動的に欝憤をぶつけ合ったら、体の相性が最高すぎて離れられない。（5月8日、SODクリエイト）[42]
- 串刺し中出し乱交 引率担当で行った研修合宿で生意気な新入社員たちに恨まれ…常に上下穴封鎖されて膣内射精に身悶える美脚人事部OL（6月12日、SODクリエイト）
- 悩める男性を緩急つけた手淫・口淫と優しい多幸淫語で正しい射精へ導いてくれる 出張専門母性溢れるオナニーセラピスト 青空ひかり（7月10日、SODクリエイト）
- 僕の住むアパートの隣室の美人妻は欲求不満だった。夫婦喧嘩で空いた直径10cmの壁穴越しに立ちバックで膣奥を突きまくった密かな不倫関係5日間。 青空ひかり（8月7日、SODクリエイト）
- 息子が通う保育園の美人先生と妻子が実家に帰省中に自宅密会をして1週間ヤリまくった自宅密会で絶倫不倫セックス 青空ひかり（9月11日、SODクリエイト）

### アダルトビデオ -VR-
2020年
- 『暴発禁止だからね』 早漏な僕にSEXを教えてくれる、初めてできた年上彼女（12月17日、SODVR）

2021年
- ず～っと笑顔で乳首舐め! 指先から顔、チ○ポまで入念に舐め尽くしてくれる全身舐め天使（1月25日、SODVR）
- 姉のことが大好きなボク 今まで性的には見ていないつもりだったが彼氏を連れてきて家族と仲良くしている姿に嫉妬! イチャつく姉を見て興奮したボクは姉の下着でオナニー! 性的欲求がさらに高まり姉の部屋に忍び込み寝込みを犯してしまう!（4月5日、SODVR）
- 青空ひかりは幼馴染!? 親の前だと良い子ぶってるくせに、二人きりになると超上から目線! 超笑顔で罵倒（5月3日、SODVR）
- SODVR1000作品突破記念スペシャル第1弾!!超絶美女たち4人に前後左右囲まれ全方位バイノーラル淫語で責められ射精しまくる豪華絢爛ハーレム（8月2日、SODVR）

2022年
- 初めてのAV撮影現場に参加してみたら相手は憧れの青空ひかり！ ド緊張で失敗だらけのボクに天使すぎるぴかキンがしてくれた究極のエロ女神対応！（3月16日、SODVR）
- 大好きだった青空ひかりが僕の彼女！プライベートでも明るく超エッチなぴかキンに朝から晩まで射精させられっぱなし究極エロらぶ同棲生活！（3月16日、SODVR）

2025年
- 【8K】VR CHANNEL006 青空ひかり 8KVR 青空ひかりを感じる5コーナー×全裸観察×口淫特化×絶頂喘ぎ声特化×キス顔特化SEX×ハメ撮り特化SEX（3月27日、SODVR）

### アダルトビデオ -配信-
- ひかり（2019年11月28日、Imagine）
- ルックス、エロ、性格、全てSクラスな高級愛人と中出し。ひかり（2024年4月10日、SODクリエイト）

### アダルトビデオ -総集編・オムニバス-
- 初ベスト！デビューから23SEX8時間スペシャル 完全保存版2枚組（6月8日、SODクリエイト）

### イメージDVD
※◎はBlu-ray版あり
- Hikari 輝いてブルースカイ（2020年7月16日、REbecca）◎
- Hikari2 Shiny summer light（2021年1月21日、REbecca）◎
- Hikari3 Moody adult light・青空ひかり（2021年6月3日、REbecca）
- Hikari4 太陽の君、笑顔の海・青空ひかり（2022年2月17日、REbecca）
- Hikari5 浮かれ気分DEトロピカ～ル・青空ひかり（2022年10月20日、REbecca）
- Hikari6 笑顔の思い出・青空ひかり（2023年9月21日、REbecca）
- Hikari7 ササヤキとヒメゴト・青空ひかり（2024年8月1日、REbecca）

## 出演

### ラジオ
- とにかく明るい安村のとにかく丸裸!（2019年11月9日,16日,2020年6月20日,7月4日、文化放送）
- ラジオのアナ〜ラジアナ/深夜3時のヒロイン（2022年5月19日、5月26日、FM NACK5）※5月19日は名前を伏せて出演
- 成人の日記念!SOD女優とアダルトを祝おう!（2024年1月8日、渋谷クロスFM）- MC[43]

### テレビ
- 本庄鈴ととのいました（2021年4月17日、エンタ!959）
- スカパー! アダルト放送大賞2022 授賞式〜スカパー! アダルトの歴史が変わる。新時代のアダルトクイーン決めちゃいますスペシャル!!〜（2022年3月15日（14日深夜）、BSスカパー!（BS241））[44]

### ウェブテレビ
- 聖ファレノ女学院（2021年5月28日[45] - 6月18日、FALENO Official Channel/YouTube）

### ゲーム
- スマホゲームアプリ「ロードモバイル」セクシー女優対抗戦（2021年3月 ‐ 、IGG）[46]

### 音楽イベント
- 月で逢いましょう vol.11（2021年5月1日、東京・三軒茶屋グレープフルーツムーン）
- 月で逢いましょう vol.19（2021年8月18日、東京・三軒茶屋グレープフルーツムーン）[47]
- 月で逢いましょう vol.25（2021年10月26日、東京・三軒茶屋グレープフルーツムーン）[48]
- ミルジェネアワー vol.1 青空ひかり編（2022年1月12日、東京・三軒茶屋グレープフルーツムーン）[49]
- 月で逢いましょう vol.36（2022年3月3日、東京・三軒茶屋グレープフルーツムーン）[50]
- ミルジェネ10周年記念LIVE Sweet Memories（2022年9月13日、東京・原宿RUIDO）
- 月で逢いましょう vol.61（2022年12月12日、東京・三軒茶屋グレープフルーツムーン）[51]

## 書籍
写真集
- 笑顔。ひかる。（2021年5月25日、彩文館出版、撮影：福島裕二）ISBN 978-4775606384

デジタル写真集
- 君のトリコ（2020年12月25日、講談社）
- 君のトリコ オール未公開100カット超完全版（2020年12月25日、講談社）
- 君に夢中 vol.1（2022年4月25日、講談社）
- 君に夢中 vol.2 オール未公開100カット超完全版（2022年4月25日、講談社）
- 君とずっと vol.1（2023年2月17日、講談社）
- 君とずっと vol.2 オール未公開100カット超完全版（2023年2月17日、講談社）
- あおぞら、光。（2023年8月25日、徳間書店）
- Real Feel（2023年9月1日、ソフト・オン・デマンド、撮影：山岸伸）
- 光を感じて vol.1（2023年12月8日、講談社）
- 光を感じて vol.2 オール未公開100カット超完全版（2023年12月8日、講談社）
- LOVEandJOY vol.1（2024年8月23日、講談社）
- LOVEandJOY vol.2 オール未公開100カット超完全版（2024年8月23日、講談社）

モデル
- プレミアムヌードポーズブック 青空ひかり（2023年9月20日、ジーオーティー、撮影：田村浩章）ISBN 978-4823605215[52]

トレーディングカード
- AVC ジューシーハニーコレクションカード LUXURY EDITION2022（2021年12月25日、ミント）